# Walter Gómez
Walter Gómez (ur. 12 grudnia 1927, zm. 4 marca 2004) – piłkarz urugwajski, napastnik.
Urodzony w Montevideo Gómez rozpoczął karierę piłkarską w klubie Central Montevideo. Jako gracz klubu Central zadebiutował w reprezentacji Urugwaju w 1945 roku, mając 18 lat. Rok później wziął udział w turnieju Copa América 1946, gdzie Urugwaj zajął czwarte miejsce. Gómez zagrał w dwóch meczach – z Boliwią (w 80 minucie wszedł na boisko za José Garcíę) i Argentyną (w 73 minucie zmienił na boisku José Medinę).
Po mistrzostwach kontynentalnych przeszedł do klubu Club Nacional de Football, z którym dwa razy z rzędu zdobył tytuł mistrza Urugwaju – w 1946 i 1947 roku. Grając w Nacionalu do końca lat 40., zdobył dla niego 102 bramki. Występował obok takich graczy, jak Luis Ernesto Castro, Atilio García, Roberto Porta i Bibiano Zapirain.
W 1950 roku za sumę 750 000 pesos przeszedł do argentyńskiego klubu River Plate. Razem z nim do River przeszedł z Nacionalu Luis Ernesto Castro. Przejście do klubu zagranicznego oznaczało dla Gómeza koniec kariery reprezentacyjnej. Z tego powodu nie wszedł w skład kadry reprezentacyjnej na mistrzostwa świata w 1950 roku, gdzie Urugwaj zdobył tytuł najlepszej drużyny narodowej na Ziemi. W reprezentacji Urugwaju zdążył rozegrać zaledwie 4 mecze, w których nie zdobył żadnej bramki.
Razem z River Plate trzykrotnie – w 1952, 1953 i 1955 roku – zdobył tytuł mistrza Argentyny, współtworząc nową maszynkę (La Máquina) na wzór formacji, która w latach 40. rozsławiła klub River Plate, przynosząc wiele sukcesów. Grał obok tak znakomitych piłkarzy, jak Ángel Labruna czy Félix Loustau. Pod koniec grał w River Plate obok Omara Sívoriego. W barwach River Plate rozegrał w sumie 140 meczów i zdobył 76 bramek. Swoją grą Gómez zdobył wielkie uznanie wśród kibiców oraz miejsce w gronie legend klubu River Plate.
W 1956 roku przeniósł się za ocean, by grać we włoskim klubie US Palermo. Zadebiutował 23 września w przegranym 1:2 wyjazdowym meczu przeciwko AS Roma. Gómez w Palermo grał do 1958 roku – rozegrał w tym klubie 47 meczów i zdobył 8 bramek.
Po powrocie do Ameryki Południowej wrócił do Nacionalu, gdzie w 1959 roku został wicemistrzem Urugwaju. Później grał w kolumbijskich klubach Cúcuta Deportivo i Once Caldas. Karierę zakończył w 1963 roku w wenezuelskim klubie Galicia Caracas.